# Ruben Zadkovich
Ruben Zadkovich (Sydney, 23 maggio 1986) è un allenatore di calcio ed ex calciatore australiano, di origini croate, di ruolo centrocampista, tecnico del Brisbane Roar.

## Palmarès

### Giocatore

#### Competizioni nazionali
- Campionato australiano: 1

Sydney FC: 2005-2006